# Mykola Wassylenko

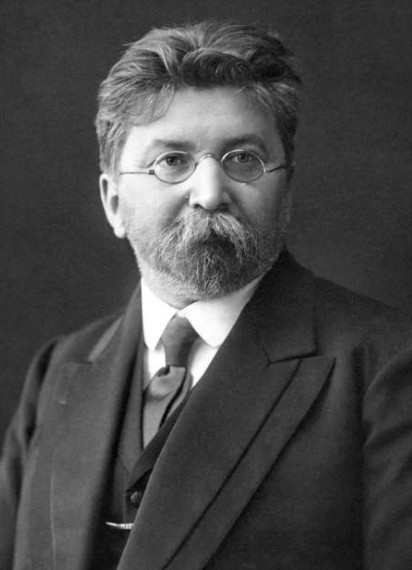
Mykola Wassylenko

Mykola Prokopowytsch Wassylenko (ukrainisch Микола Прокопович Василенко, wiss. Transliteration Mykola Prokopovyč Vasylenko; * 2. Februarjul. / 14. Februar 1866greg. in Jesman bei Gluchow, Russisches Kaiserreich; † 3. Oktober 1935 in Kiew, Ukrainische SSR) war ein Politiker in der Zeit des Russischen Kaiserreiches und ab 1917 ukrainischer Politiker und Wissenschaftler, Präsident der Ukrainischen Akademie der Wissenschaften (1921–1922) und Minister für Bildung und Kunst (Mai–Oktober 1918). 

## Leben
Er studierte ab 1885 an der Kaiserlichen Universität Dorpat. Im Mai 1918 übte er, in Nachfolge von Mykola Sachno-Ustymowytsch kommissarisch das Amt des Ministerratspräsidenten des Ukrainischen Staates aus. Mykola Wassylenko war Mitglied der russischen Partei der konstitutionellen Demokraten („Kadetten“).
Er war der Ehemann von Natalija Polonska-Wassylenko.